# Fortuna (mythologie)

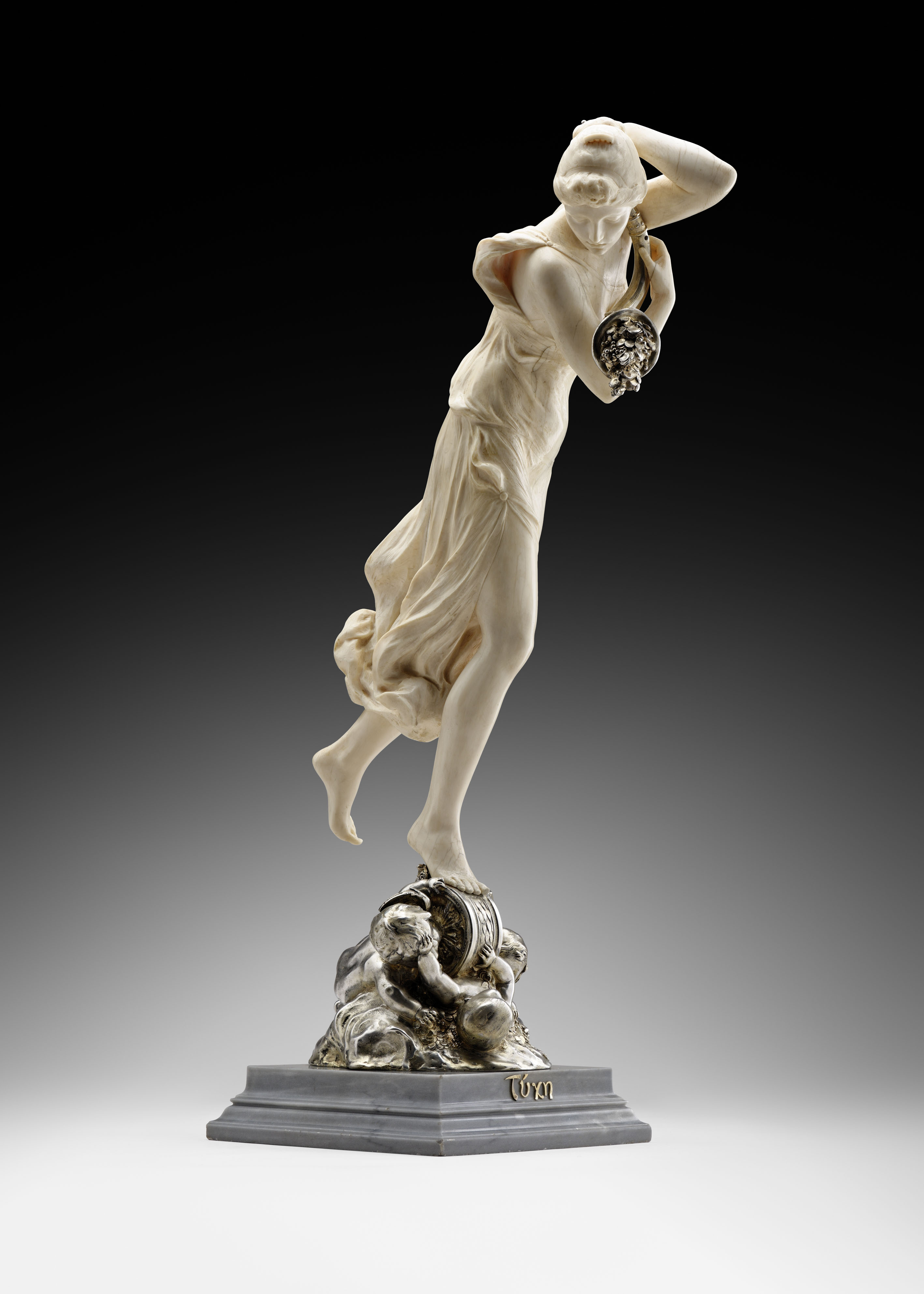
Charles Samuel, La Fortune (1894), KMKG (collectie Koning Boudewijnstichting)

Fortuna was de Romeinse godin van het toeval of van het lot, zowel van het geluk als van het ongeluk.
Fortuna onderscheidt zich van het Fatum, want het Lot is een blinde en onoverwinnelijke kracht. Men spreekt over Fortuna bona en Fortuna mala, want het is een wispelturige godin die in het bijzonder het onverwachte en het onverhoopte in het menselijk bestaan belichaamt.

## Eredienst

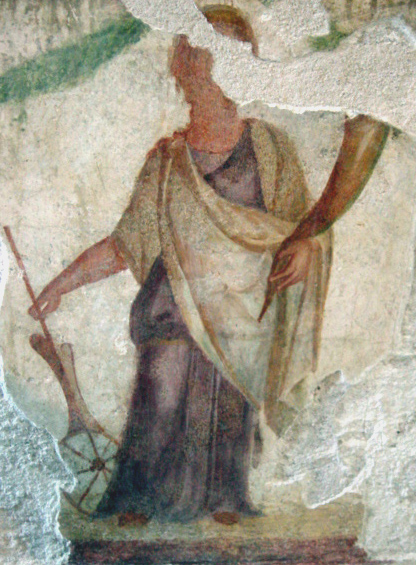
Fresco van een Romeins altaar waarop Fortuna wordt afgebeeld met roer, rad en cornucopia (archeologische museum van Milaan).

Haar dienst heette gesticht te zijn door de koning Servius Tullius, die haar twee tempels stichtte. De ene, waar de godin de bijnaam had van Fors, en dus Fors Fortuna heette, lag op één mijl afstand van de stad aan de rechteroever van de Tiber, de tweede op het Forum Boarium. De tempel buiten de stad was geheiligd aan een godin, die men als de geefster van alle geluk beschouwde. Vooral het plebs kwam daar om de vervulling van hun wensen smeken. Het festival van Fors Fortuna op 24 juni was dan ook zeer populair bij het plebs. In de tempel op het Forum Boarium had de eredienst van Fortuna een ernstiger karakter. Elke plechtigheid, daar gevierd, stond in verband met de herinnering aan de dood van de door zijn dochter vermoorde koning Servius Tullius. Er was in die tempel een beeld van deze koning, dat niemand mocht aanraken, veel minder nog aanschouwen. De reden, waarom dit beeld zo geheimzinnig voor alle ogen werd verborgen gehouden, werd verschillend opgegeven. Gewoonlijk beweerde men, dat Fortuna zelf het beeld van de konings met een dubbel bekleedsel had omhuld, daar zij geen man zó bemind had als deze.

## Fortuna publica
Onder verschillende vormen vond de eredienst van Fortuna ingang bij het Romeinse volk; in de eerste plaats de dienst van de godin, die de waarborg was van het heil van de ganse staat, de dienst van Fortuna publica of Fortuna populi Romani. Toen deze na lange zwerftochten door alle landen der wereld Rome binnentrok, legde zij haar vleugels af, trok haar schoenen uit en trad naar beneden van de rollende kogel, waarop zij stond, omdat zij het voornemen had voor eeuwig in Rome te blijven. Op dit punt vooral heeft de Romeinse Fortuna een treffende overeenkomst met de Griekse Tyche. Toch heeft Rome de dienst van deze godin niet uit Griekenland, maar uit de Latijnse stad Praeneste overgenomen, waar een Fortuna Primigenia (de eerstgeborene) werd vereerd in de tempel van Fortuna Primigenia. Er waren te Rome twee tempels voor Fortuna Publica Primigenia, een op het Capitool, waarvan de stichting aan Servius Tullius werd toegeschreven en een op de Quirinaal, die in de Tweede Punische Oorlog, in het jaar 204 v.Chr., was ingewijd.

## Fortuna Privataen andere verschijningsvormen

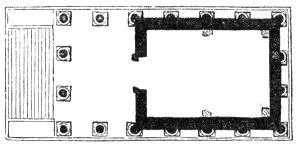
Plan van de tempel van Fortuna Virilis in Rome.

Tegenover deze Fortuna Publica stond natuurlijk een Fortuna Privata, die niet zozeer de belangen van de staat als die van bijzondere personen ter harte nam.
Onder tal van andere vormen en namen werd deze godin verder bij de Romeinen vereerd, zo bijvoorbeeld de Fortuna Muliebris, ter ere van wie een heiligdom was gesticht op de plek waar de Romeinse vrouwen Coriolanus hadden bewogen de belegering van zijn vaderstad te staken, de Fortuna Equestris, vereerd omdat het de equites waren, die dikwijls het meeste bijdroegen tot de talrijke door de Romeinen behaalde overwinningen.

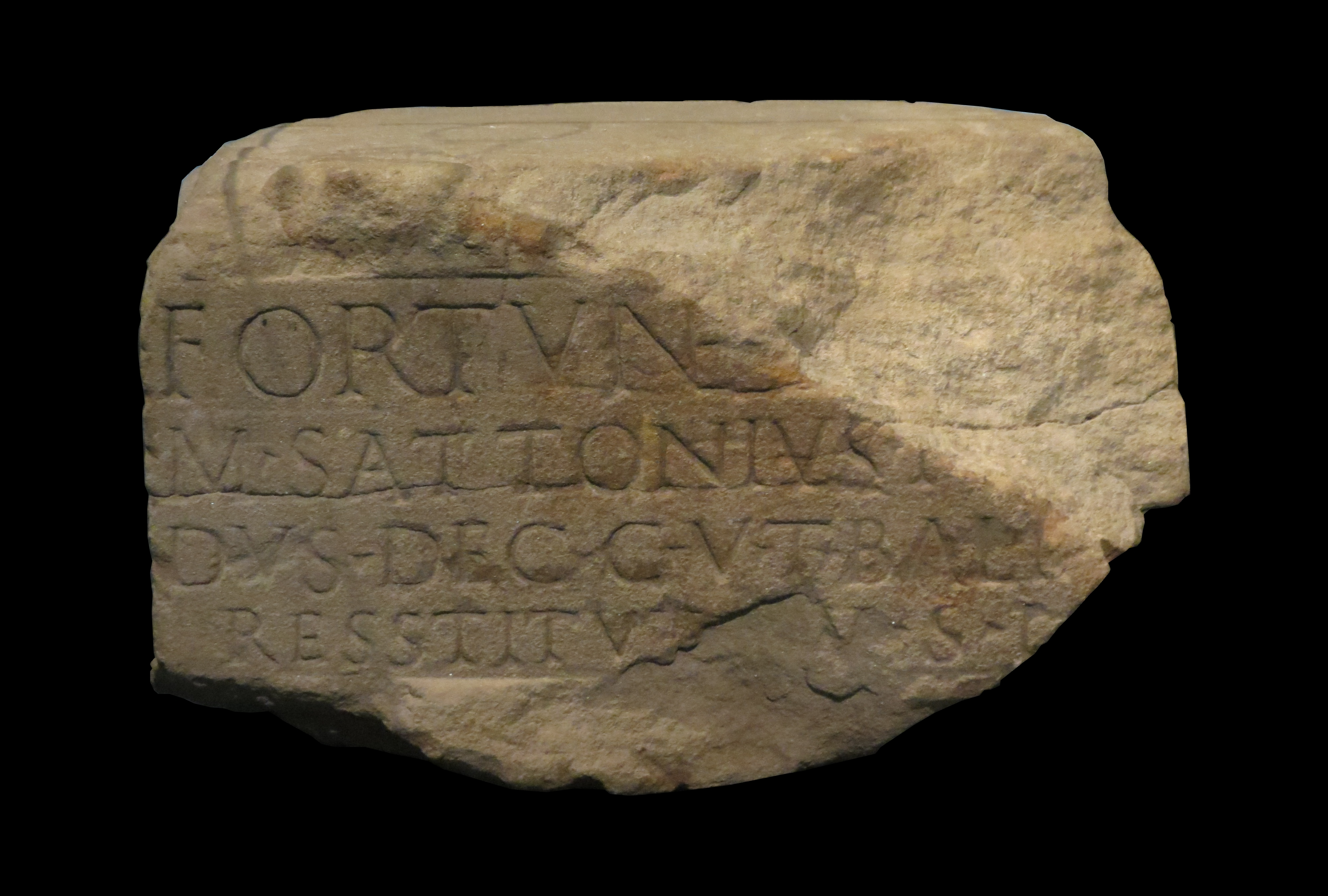
Votiefsteen in de thermen van Coriovallum van raadslid Marcus Sattonius lucundus uit Xanten gewijd aan Fortuna Redux (Thermenmuseum, Heerlen)

De Fortuna Huiusce Diei, die met de Griekse Kairos kan worden gelijkgesteld, was de godin die op een bepaalde dag een gunstige kans verschaft en zich dus als het ware iedere dag vernieuwt. Haar beloofde de consul Quintus Lutatius Catulus een tempel toen hij op het punt stond de beslissende slag tegen de Cimbren (101 v.Chr.) te wagen. In de keizertijd offerde men aan de Fortuna Redux wanneer de keizer van een reis behouden terugkeerde. Zelfs waren er bij de poorten van de meeste steden tempels van Fortuna waar zij die naar hun woonplaats terugkeerden aan de godin nog voor het betreden van hun woning hun dank konden betuigen. Er worden zelfs godheden onder de naam van Fortuna vermeld die de beschermgodinnen waren van bepaalde streken, steden, legioenen en personen. Ze was bekend onder de naam Fortuna Annonaria als beschermer van de graanvoorraden.
Bovenal genoot echter de reeds genoemde Fortuna Primigenia te Praeneste verering. Zij openbaarde haar wil door het lot, dat geraadpleegd werd door middel van eikenhouten stokjes, die op haar eis, die zij op geheimzinnige wijze had doen kennen, uit de aarde waren opgegraven. Deze Fortuna heette de moeder van Jupiter en Juno en zij werd afgebeeld met deze beide godheden als kinderen op haar schoot. Daarom werd zij vooral door moeders in gebeden aanroepen. Oorspronkelijk vond deze eredienst van de Fortuna van Praeneste in Rome geen bijval, hetgeen zich gemakkelijk laat verklaren door het feit dat Praeneste het langst van alle Latijnse steden zich tegen de overheersing van Latium door Rome verzette. Later, toen de inwoners van die stad zich in de Tweede Punische Oorlog krachtig tegen Hannibal Barkas verzetten, is de dienst van deze godin in Rome erkend en zijn zelfs van staatswege in haar tempel offers gebracht.

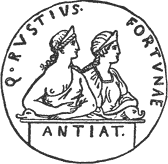
Een munt van Q. Rustius met de Fortunae Antiat(es) (merk op dat de Fortuna aan de rechterkant een cornucopoa in haar arm heeft).

Een mededingster kreeg de Fortuna van Praeneste in die van Antium. Ook deze werd gevreesd als een godheid die zowel zegen als ongeluk kon verspreiden. Haar wezen is uitvoerig beschreven door de Romeinse dichter Horatius, die daartoe waarschijnlijk aanleiding vond in het feit dat zijn beschermer, keizer Augustus, haar orakel raadpleegde omtrent een krijgstocht die hij van plan was te ondernemen tegen de Britten.

## Fortuna's attributen

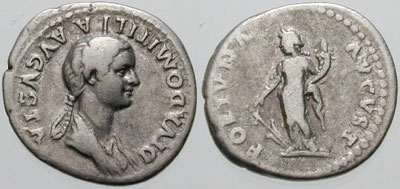
Een denarius met aan de voorzijde een buste van Flavia Domitilla minor met de legende DIVA DOMITILLA AUGUSTA en aan de keerzijde Fortuna met een roer in de rechterhand en de cornucopia in haar linkerarm met de legende FORTUNA AUGUST.
Bron: CNGCoins.com.

Ze werd vaak afgebeeld met vleugels, zoals haar Griekse tegenhangster Tyche. Ze draagt gewoonlijk in haar rechterhand een roer (want zij geeft een richting aan het menselijk bestaan), aan haar voeten ligt een wereldbol en een zonnerad (vandaar "het rad van fortuin (of Fortuna)"), terwijl zij met de linkerarm de cornucopia (hoorn des overvloeds) vasthoudt, symbolen die haar grote macht, haar grote mildheid en haar grote onstandvastigheid moeten aanduiden. Ook het spreekwoord: 'Vrouwe Fortuna lacht u toe' is van haar afgeleid.

## Antieke bronnen
- Dionysius van Halicarnassus, IV 27.
- Livius, Ab Urbe condita X 46.
- Ovidius, Fast. VI 570.
- Plutarchus, de Fort. Rom. 4.
- Ovidius, Fasti VI 771-784.
- Lucius Apuleius Madaurensis: in zijn boek Metamorphoses maakt hij van zijn held de speelbal van Fortuna mala, waartegen zich de reddende godin Isis opstelt.